# Papyrus Oxyrhynchus L 3522

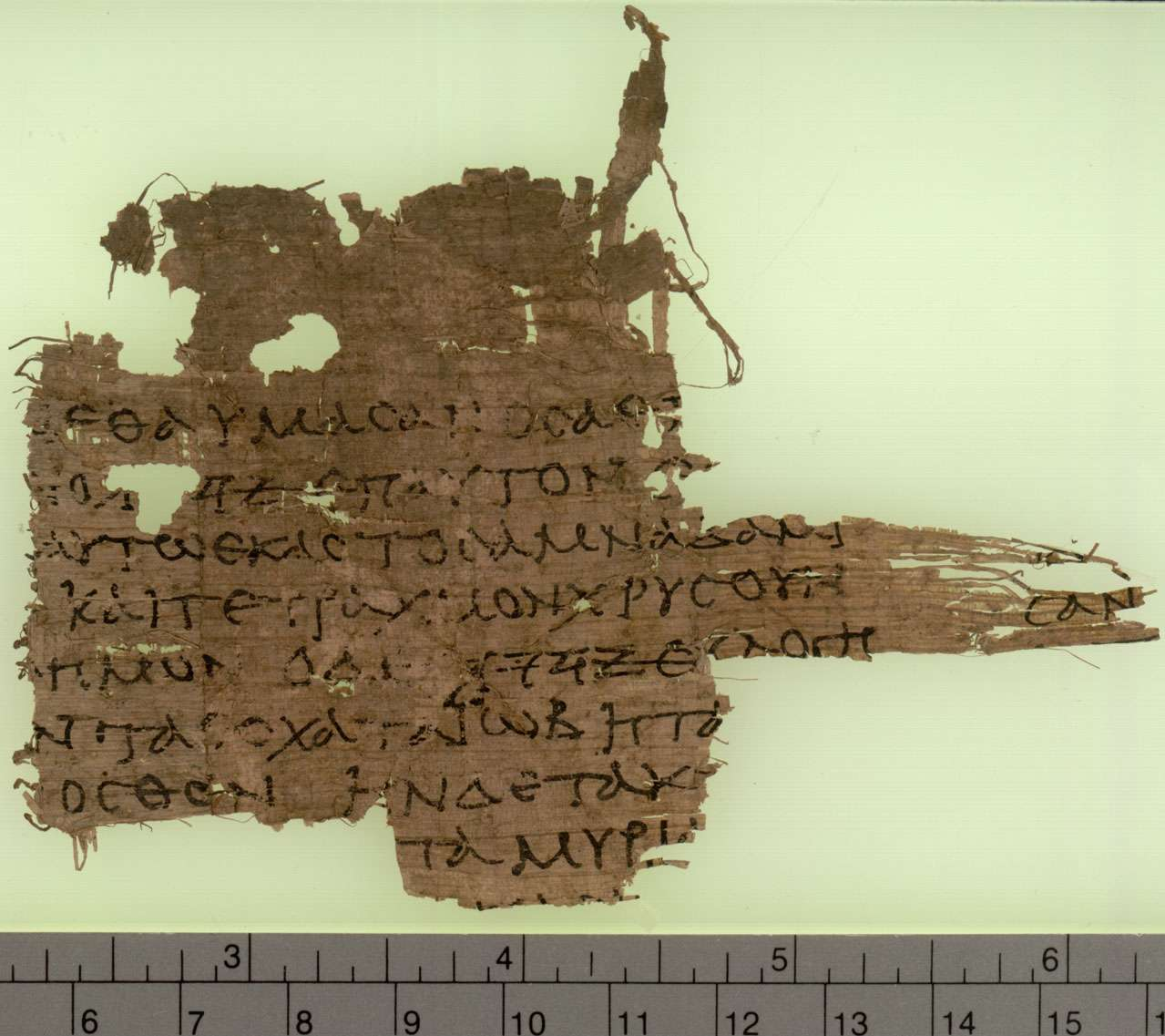
Papyrus Oxyrhynchus L 3522

Papyrus LXX Oxyrhynchus 3522 (auch P.Oxy.L 3522; Rahlfs 857) ist ein kleines Fragment eines Papyrus in Rollenform, der einen Text des griechischen Alten Testaments (Septuaginta) enthielt. Nach der paläographischen Analyse stammt die Handschrift wahrscheinlich aus dem 1. Jahrhundert v. Chr. und gehört damit zu den ältesten bekannten Zeugnissen des Septuaginta-Textes. Das Fragment enthält Teile zweier Verse aus dem Buch Hiob (Hi 42,11–12 ).
Als eines der in Oxyrhynchos entdeckten Manuskripte ist es mit der Nummer 3522 katalogisiert worden. In dem von Alfred Rahlfs erarbeiteten Handschriftenverzeichnis der Septuaginta ist das Fragment mit der Nummer 857 katalogisiert, in der Leuven Database of Ancient Books hat es die Nummer 3079. Heute gehört der Papyrus zur Bodleian Art, Archaeology and Ancient World Library in der Bibliothek der University of Oxford.
Eine Besonderheit ist die Wiedergabe des Gottesnamens JHWH mit hebräischen Buchstaben 𐤉𐤄𐤅𐤄.